# Klavdia
Klavdia (in greco Κλαυδιά?; in turco Klavya o Alaniçi)  è una comunità (in greco κοινότητα?, koinótita) nel distretto di Larnaca nel sud-est di Cipro. Prima del 1974, il villaggio era abitato esclusivamente da turco-ciprioti.

## Geografia fisica
Il villaggio è situato nel distretto di Larnaca, dieci chilometri a ovest della città di Larnaca e cinque chilometri a nord-est di Alethriko.

## Origini del nome
L'origine del nome è oscura, ma Goodwin ritiene che il nome derivi dal nome latino Claudia. Nel 1958, i ciprioti turchi adottarono il nome alternativo Alaniçi, un toponimo diffuso in Turchia. "Alan" può significare "area" o "spazio aperto", mentre Alaniçi significa letteralmente "all'interno dell'area".

## Società

### Evoluzione demografica
Dall'inizio del periodo ottomano il villaggio fu abitato prevalentemente da turco-ciprioti. Durante il periodo coloniale britannico, la popolazione del villaggio fluttuò aumentando significativamente nell'ultimo periodo, passando da 201 persone nel 1891 a 524 nel 1960.
Nel 1963 e 1964 il villaggio servì come centro di accoglienza per le famiglie turco-cipriote sfollate che avevano evacuato i propri villaggi. Richard Patrick registrò 99 turco-ciprioti sfollati che vivevano ancora nel villaggio nel 1971. Il numero di sfollati fu molto più alto nel 1964-68, poiché la maggior parte dei turco-ciprioti sfollati che vivevano nel villaggio in quel periodo erano fuggiti da Pyrga/Çamlıbel nel dicembre 1963. Durante la guerra del 1974, a settembre, la maggior parte dei turco-ciprioti di Klavdia/Alaniçi fuggì a nord della linea verde. Molti cercarono anche rifugio nell'area della base sovrana britannica di Dhekelia fino a quando non furono reinsediati nel nord. I rimanenti turco-ciprioti furono evacuati dall'UNFICYP nell'agosto 1975. La maggior parte dei turco-ciprioti di Klavdia-Alaniçi fu reinsediata a Peristerona Pigi, un villaggio nel distretto di Famagosta. Dopo il reinsediamento dei turco-ciprioti di Klavdia, anche il nome del villaggio di Peristerona Pigi fu cambiato in Alaniçi per indicare la provenienza dei suoi attuali abitanti.
Attualmente il villaggio è abitato da greco-ciprioti sfollati dalla parte settentrionale del distretto di Famagosta, occupata dall'esercito turco. Secondo il censimento del 2001 il villaggio aveva allora 448 abitanti.